# Ernst Geprägs
Ernst Geprägs (* 18. Juni 1929 in Grötzingen; † 20. Mai 2011 in Hohenstein-Bernloch) war ein deutscher Landwirt, Politiker der CDU, Mitglied des Kreistags des Landkreises Reutlingen, Gründer und Funktionär des Landfrauenverbandes Reutlingen und des Kreis-Landfrauenchores, Gründer und erster Präsident des Landesbauernverbandes in Baden-Württemberg, Funktionär und Dozent der Schwäbischen Bauernschule, Vizepräsident des Deutschen Bauernverbandes und Vorsitzender des Aufsichtsrats des Verlags Schwäbischer Bauer. 

## Politisches Wirken
Er war von 1968 bis 1974 Gemeinderat in der damals noch selbstständigen Gemeinde Bernloch und von 1975 bis 1989 Gemeinderat der Gemeinde Hohenstein. Von 1980 bis 1989 war er zudem stellvertretender Bürgermeister seiner Heimatgemeinde Bernloch und für die CDU von 1971 bis Ende des Jahres 1989 Mitglied des Kreistages im Landkreis Reutlingen. Als Kreisrat war er Mitglied im Verwaltungs-Ausschuss, im Krankenhaus-Ausschuss und im Ausschuss für technische Fragen und Umweltschutz. Zudem vertrat er die Belange des Landkreises als stellvertretendes Mitglied in der Verbandsversammlung des Zweckverbandes Abfallverwertung Reutlingen/Tübingen in den Jahren 1977 bis 1989. Von 1975 bis 2001 war Geprägs Vorsitzender des Aufsichtsrats des Verlags Schwäbischer Bauer in Ravensburg und seiner landwirtschaftlichen Fachzeitschrift.

## Gründer des Landfrauenverbandes Reutlingen und des Kreis-Landfrauenchores
Der Landfrauenverband Reutlingen entstand 1982 im Kreisbauernverband Reutlingen. Nachdem Fritz Schnitzler 1975 den Kreisbauernverband Reutlingen, mit Sitz in Münsingen, gegründet hatte, wurde Heinrich Mangold aus Münsingen-Apfelstetten zum Geschäftsführer gewählt. Der Kreisbauernverband Reutlingen begann die Landfrauenarbeit im Landkreis Reutlingen mit einer Sommerlehrfahrt, bei der die Landfrauen Einblicke in verschiedene Industriebetriebe bekamen. Auf Anraten des Präsidenten des Landesbauernverbandes in Baden-Württemberg Ernst Geprägs und des Präsidenten (Kreisobmann) des Kreisbauernverbandes Reutlingen Fritz Schnitzler, veranstaltete Mangold auch im Winterhalbjahr regionale Versammlungen für die Landfrauen im Landkreis Reutlingen. Am 3. Juni 1982 gründeten die Gründungsväter des Landesbauernverbandes in Baden-Württemberg, Fritz Schnitzler und Ernst Geprägs zusammen mit den Landfrauen des Landkreises Reutlingen den Landfrauenverband Reutlingen im Kreisbauernverband Reutlingen e. V. Als erste Kreisvorsitzende wurde nach der Gründung Lore Lamparter aus Münsingen-Dottingen ins Amt gewählt. 1991 wurde auf Betreiben von Lore Lamparter und den Landfrauen, zusammen mit Fritz Schnitzler und Ernst Geprägs, der Kreis-Landfrauenchor gegründet. Die höchste Auszeichnung des Verbandes ist die Ehrennadel Die fleißige Biene in Gold. Dem Landfrauenverband Reutlingen gehören mehr als 1000 Mitglieder aus 21 Ortsverbänden an. Der Landfrauenverband Reutlingen ist Mitglied in dessen Dachverband Landfrauenverband Württemberg-Hohenzollern, den die Gründer Ruth Wößner, Toni Teufel und Ernst Geprägs, am 16. Oktober 1981 als Landfrauenverband Südwürttemberg-Hohenzollern gegründet haben, welcher Mitglied im Deutschen Landfrauenverband ist. Zielsetzungen, Bildungs- und Weiterbildungsangebote des Landfrauenverband Reutlingen: Bildungs- und Weiterbildungsseminare in Kultur, Familie und Gesundheit, Informations- und Lehrfahrten, Landfrauentreffen, Interessenverband Bäuerlicher Landwirtschaft und Ländlicher Hauswirtschaft.

## Gründer und erster Präsident des Landesbauernverbandes in Baden-Württemberg
1973 wurde Geprägs Präsident des Landesbauernverbandes Württemberg und Hohenzollern. 1989 fusionierten die Verbände Nord-Württemberg-Baden und Südwürttemberg-Hohenzollern unter der Leitung von Ernst Geprägs und seinem Freund und Mitstreiter Friedrich Wilhelm Schnitzler. Geprägs war von 1989 bis 1997 erster Präsident des Landesbauernverbandes in Baden-Württemberg und Friedrich Wilhelm Schnitzler erster Vizepräsident und erster Lobbyist im Landtag von Baden-Württemberg. Sie gelten deshalb als die Gründungsväter des Landesbauernverbandes in Baden-Württemberg. Von 1991 bis 1996 fungierte Geprägs außerdem als Vizepräsident des Deutschen Bauernverbandes.

## Schwäbische Bauernschule
Am 22. Dezember 1949 gründete Bernhard Bauknecht die Schwäbische Bauernschule in Bad Waldsee. Die Gründungsväter des Landesbauernverbandes in Baden-Württemberg, Ernst Geprägs und Friedrich Wilhelm Schnitzler, bauten das Bildungshaus des Landesverbandes zum heutigen Bildungszentrum auf und aus. Alle drei waren, bis zu ihrem Tod, auch gefragte Fachdozenten an dieser Schule, in den Bereichen Agrarpolitik, Ökologie, Ökonomie, moderne Agrartechnik und bäuerliche Landwirtschaft.

## Landwirtschaftliches Hauptfest
Ernst Geprägs war maßgeblich an der Durchführung und als Hauptredner der Festansprachen, insbesondere als Mitbegründer des Landesbauernverband in Baden-Württemberg und erster Präsident des Landesbauernverband in Baden-Württemberg, beim Landwirtschaftlichen Hauptfest auf dem Cannstatter Wasen, welches zeitgleich und in direkter Verbindung zum Cannstatter Volksfest stattfindet, aktiv. Ebenso bei der jährlichen Eröffnung der Internationale Grüne Woche Berlin, war Geprägs ein gefragter Redner vor tausenden Messebesuchern.

## Ehrungen
- 1980 wurde er mit der Verdienstmedaille des Landes Baden-Württemberg geehrt.
- 1984: Bundesverdienstkreuz 1. Klasse
- 1997 wurde Ernst Geprägs zum Ehrenpräsidenten des Landesbauernverbandes in Baden-Württemberg ernannt.
- 1997: Großes Verdienstkreuz der Bundesrepublik Deutschland
- 2006 auf dem 97. Landwirtschaftlichen Hauptfest beim Cannstatter Wasen, überreichte ihm der baden-württembergische Landwirtschaftsminister Peter Hauk als erstem die Gerhard-Weiser-Medaille.